# Ghostrunner
Ghostrunner je akční plošinovka z roku 2020, jež byla vyvinuta polskými vývojáři ze studia One More Level a vydána herním vydavatelstvím 505 Games. Hra se původně objevila na osobních počítačích s Windows a konzolích PlayStation 4 a Xbox One, poté vyšla na konzolích PlayStation 5, Xbox Series X/S a Nintendo Switch a službě Amazon Luna. Hra je stylizovaná do kyberpunku a zasazena do dystopické budoucnosti.
Roku 2023 bylo po velice pozitivních recenzích prvního dílu vydáno pokračování Ghostrunner 2.

## Hratelnost
Hra je hrána z pohledu první osoby, hráč musí kombinovat rychlé pohyby, parkour a přesné útoky. Hlavní zbraní hráče je katana, kterou hráč využívá k rozseknutí nepřátel. Hráč může také využívat speciální schopnosti jako zpomalování času nebo přeskakování mezi budovami pomocí háku. Hra klade velký důraz na načasování a přesnost. Hráč i nepřítel oba zemřou po jediném útoku, když hráč zemře, hra se restartuje na začátek rozehraného levelu. Variabilitu zaručuje různorodost nepřátel, celkem se jich ve hře vystřídá 9 druhů, mimo „boss fighty“.

## Příběh
Hra se odehrává v dystopické budoucnosti, kde lidstvo čelí velkým společenským i ekologickým krizím. Hlavní hrdina je kyberneticky vylepšený bojovník, který se probouzí ve městě Dharma Tower, jediném útočišti pro přeživší po nespecifikované globální katastrofě. S pomocí průvodce známého jako Architekt se hráč pokouší vystoupat na vrchol věže a utkat se s vládkyní známou jako Mara („The Keymaster“). Během hry se hráč také setká s postavou Zoe, která je součástí odboje proti režimu Mary. Během hry se hráč dostane i do prostředí mimo věž, kdy Architekt provádí „trénink“ hráče a Ghostrunnera tak uzavře do vlastní hlavy za účelem doučení nových schopností. Toto prostředí je vyobrazeno jako jakýsi astrální svět v oblacích.

## Ohlasy
Hra Ghostrunner získala pozitivní recenze za své vizuální zpracování, stylizaci a rychlou, intenzivní hratelnost. Byla oceňována také za inovativní použití kyberpunkových prvků a design jednotlivých levelů. Kritizována však byla vysoká obtížnost, která může hru znehodnotit pro začátečníky. K 8. září 2023 měl Ghostrunner 2,5 milionu prodaných kopií.
Na základě těchto pozitivních hodnocení a početné herní komunity byl roku 2022 vydán rozšiřující balíček Ghostrunner: Project Hel a roku 2023 i pokračování Ghostrunner 2.